# Chlew (film)
Chlew (wł. Porcile) – włoski dramat filmowy z 1969 roku w reżyserii Piera Paola Pasoliniego.

## Obsada
- Pierre Clémenti jako młody kanibal
- Jean-Pierre Léaud jako Julian Klotz
- Alberto Lionello jako Mr. Klotz
- Ugo Tognazzi jako Herdhitze
- Anne Wiazemsky jako Ida
- Margarita Lozano jako Madame Klotz
- Marco Ferreri jako Hans Günther
- Franco Citti jako kanibal
- Ninetto Davoli jako Maracchione

## Produkcja
Zdjęcia kręcono na Sycylii (Fiumefreddo di Sicilia, Pedara, Aci Castello, wulkan Etna w prowincji Katania) oraz w Stra w prowincji Wenecja.